# T-9号鱼雷艇
T-9号（德語：T 9）是纳粹德国战争海军于1930年代建造的十二艘1935级鱼雷艇的九号艇。它于1940年7月竣工，并在同年11月参与了对苏格兰沿岸附近几支护航队的袭击行动，但无功而返。该艇于1941年8月被置入预备役，直到1942年6月才恢复现役并部署至德占法国。1943年初，T-9号曾参与护送一艘突围舰穿越比斯开湾的行动，同样未遂，随后于9月被发配至鱼雷学校。它于1944年中期重返前线，并被部署至波罗的海地区。11月，该艇参加了一次炮击任务，继而于1945年初在东普鲁士遭轰炸机炸伤。至1945年5月3日，T-9号在基尔附近的一次空袭中沉没。

## 设计及装备
1935级是纳粹德国战争海军为满足《伦敦海军条约》600長噸（610公噸）排水量要求而对高速、远洋鱼雷艇作出的一次不成功的设计尝试，因为此类小型舰艇不计入国家总吨位限制。T-9号全长84.3米，水线长82.2米；1941年重建艇艏以提高耐波性后，全长则增至87.1米。它有8.62米的舷宽以及平均2.83米的吃水深度，标准排水量实际为859長噸（873公噸）、满载排水量则可达1,108長噸（1,126公噸），超出了设计限制。该艇搭载有两组瓦格纳齿轮传动蒸汽轮机，各负责驱动一副三叶螺旋桨，设计功率为31,000匹軸馬力（23,000千瓦特）。过热蒸汽由四台高压水管锅炉供应，可推动艇只以35節（65每小時）的速度航行。T-9号最多可贮存200吨燃料油，能够以19節（35每小時）的速度的巡航1,200海里（2,200）。艇只的标准船员编制为6名军官和113名水兵。
竣工时，1935级鱼雷艇在艇艉装备有一门105毫米32式速射炮作为主炮。防空系统则包括以背负形式架设在105毫米炮上方的一门37毫米30式高射炮，以及安装在舰桥翼台的两门20毫米30式高射炮。它们还在两座水面三联装挂架上安装有六具500毫米鱼雷发射管，并可携带多达30枚水雷（天气良好时可携带60枚）。许多同级艇在竣工前便已将37毫米炮换装为额外的20毫米炮、深水炸弹和扫雷切割器。战争后期的增建仅限于安装雷达、雷达探测器和额外的高射炮，通常是以牺牲艇艉鱼雷发射管挂架为代价。

## 服役历史
T-9号的建造合同于1936年6月29日发包予希肖公司，自1936年11月24日起在其设于埃尔宾的造船厂铺设龙骨，建造序列为1393。它于1938年11月3日下水，1940年7月4日入役。该艇的调试工作一直持续到8月，之后开始在波罗的海执行护航任务。11月，T-9号移驻挪威斯塔万格。德国人通过空中侦察于月初发现了两支盟军沿海护航队，战争海军估计它们将于11月7日凌晨通过苏格兰的金奈尔德角。由T-9号及其姊妹艇T-1、T-4、T-6、T-7、T-8和T-10号组成的第1和第2鱼雷艇区舰队遂于11月6日起航，试图穿过英国雷区的缺口，在第二天凌晨02:00左右拦截护航队。然而，英国人已在德国人不知情的情况下将雷区进一步向北扩展，使得T-6号在午夜后不久便触雷沉没。T-8和T-7号救起幸存者，行动被迫终止。1941年1月27日至28日夜间，T-9号又与姊妹艇T-5、T-12号以及扫雷艇M-15和M-22号一同参与了在斯塔万格附近执行布雷任务的护航行动。它于3月回到基尔接受改装，工程一直持续到7月。8月15日，该艇被置入预备役。
T-9号于1942年6月恢复现役，并执行战备训练至8月。8月15日至19日，它与T-12号和驱逐舰Z-23号一起，为布雷舰乌尔姆号从基尔前往挪威纳尔维克提供护航。该艇于11月移驻法国，并与T-2、T-5、T-22、T-23号和神鹫号一同担任意大利突围舰喜马拉雅号的护航艇。然而，这艘意大利舰于1943年3月28日试图从从比斯开湾突围途中被英国飞机发现，被迫返回。5月，T-9号在希肖船厂开始改装，并持续至8月。随后，该艇被发配至鱼雷学校充当训练艇。它于1944年中期重回前线，并获编入驻波罗的海、有其姊妹艇T-3、T-5、T-12号以及鱼雷艇T-13和T-16号所在的第2鱼雷艇区舰队。11月23日至24日夜间，当装甲舰舍尔将军号在萨雷马岛的瑟爾韋半島撤退期间炮击苏军阵地时，该区舰队负责为其实施掩护。1945年3月8日，T-9号在但泽遭航空炸弹炸伤。同年5月3日，它又在基尔峡湾遭英国飞机袭击，于54°26′N 18°34′E / 54.433°N 18.567°E处沉没。其残骸于12月10日进一步遭深水炸弹炸毁。